# Catonephele nyctimus
Catonephele nyctimus är en fjärilsart som beskrevs av John Obadiah Westwood 1850. Catonephele nyctimus ingår i släktet Catonephele och familjen praktfjärilar. Inga underarter finns listade i Catalogue of Life.

## Bildgalleri

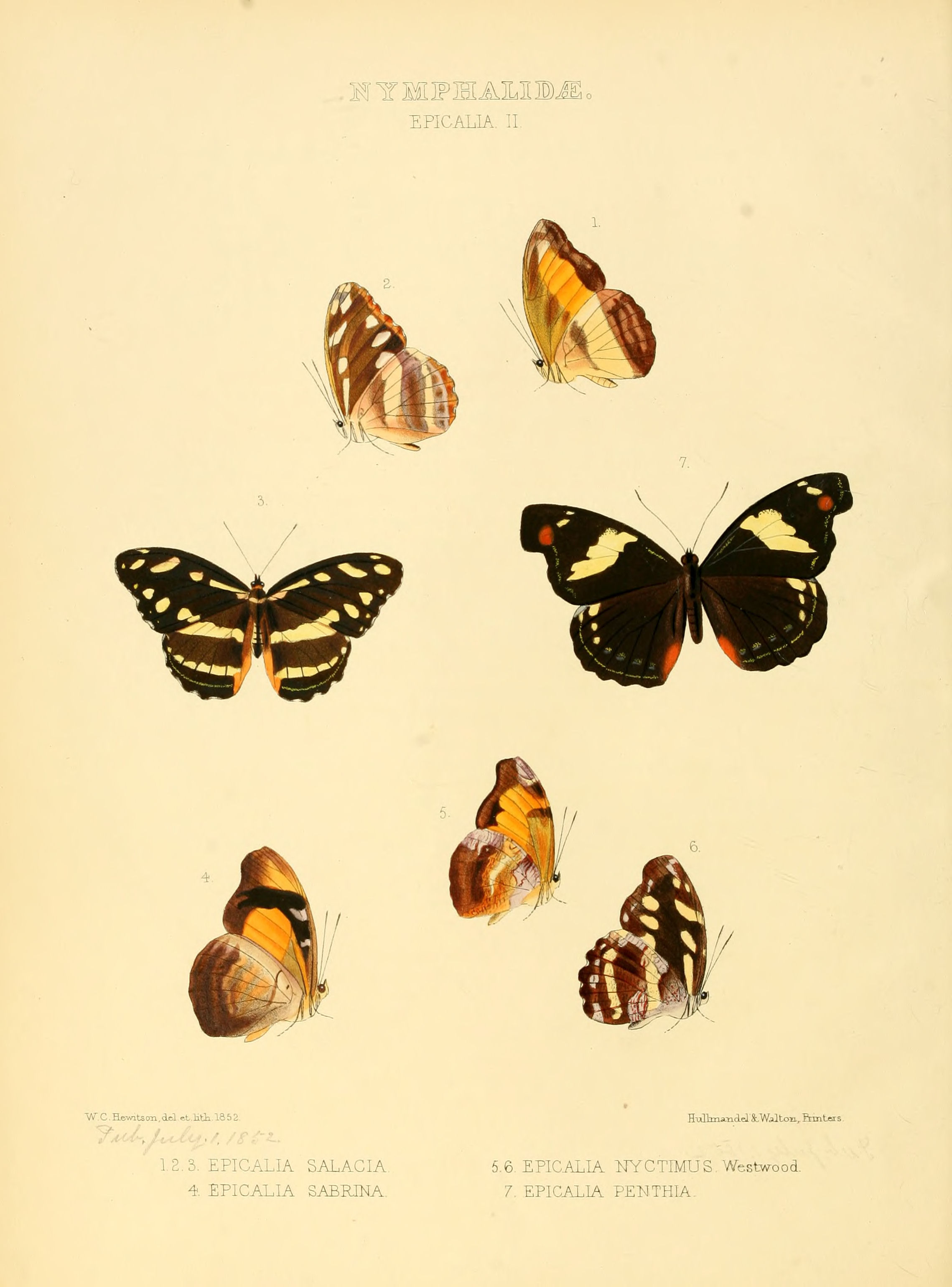